# Parafia Świętych Marty i Marii w Grabarce
Parafia Świętych Marty i Marii – przyklasztorna parafia prawosławna w Grabarce, w dekanacie Siemiatycze diecezji warszawsko-bielskiej.
Na terenie parafii funkcjonują 3 cerkwie:
- cerkiew Przemienienia Pańskiego w Grabarce – parafialna i jednocześnie główna klasztorna
- cerkiew Ikony Matki Bożej „Wszystkich Strapionych Radość” w Grabarce – klasztorna
- cerkiew Zaśnięcia Przenajświętszej Bogurodzicy w Grabarce – refektarzowa

## Historia

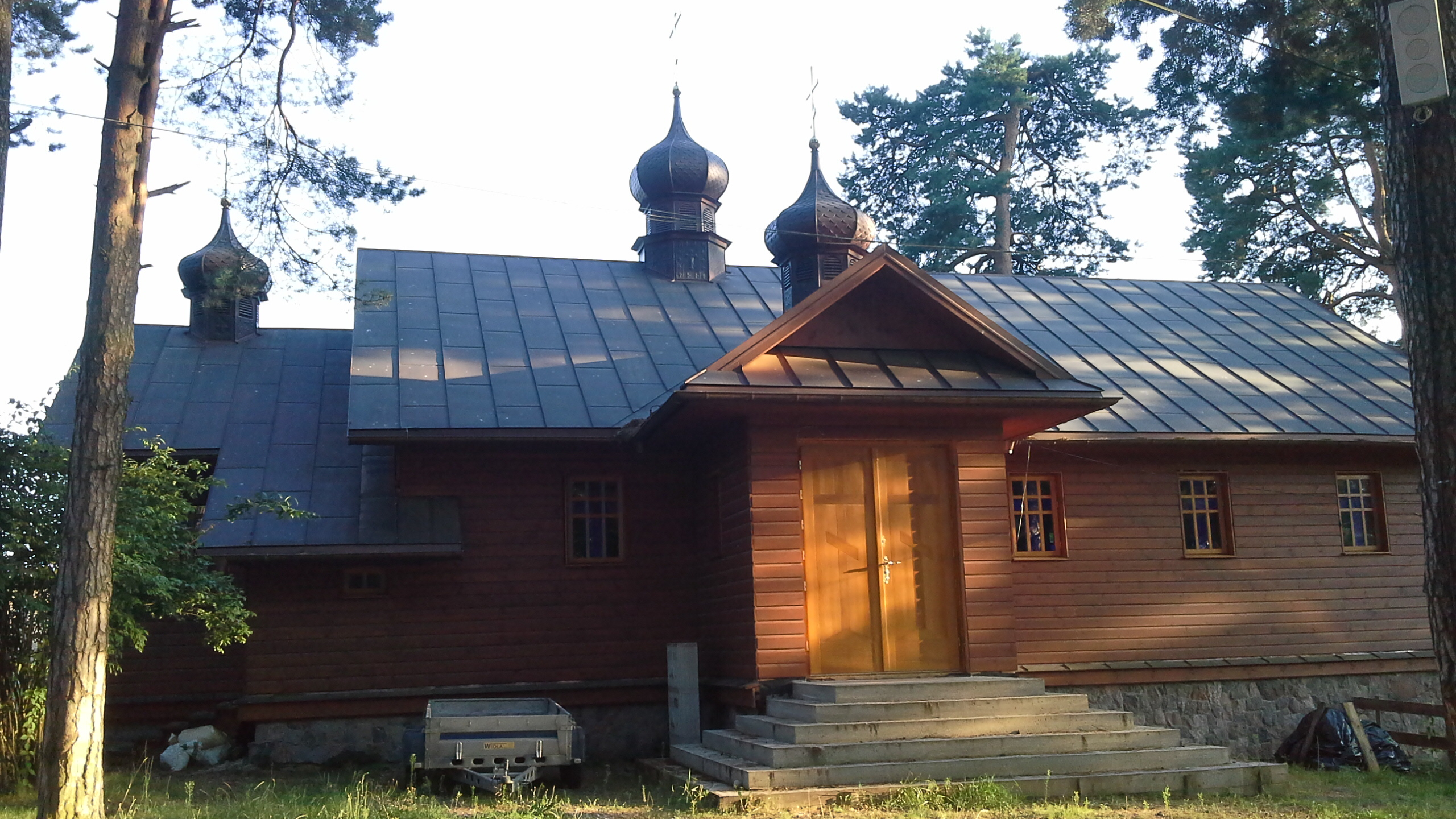
Cerkiew pomocnicza Ikony Matki Bożej „Wszystkich Strapionych Radość”

Parafia została erygowana w 1947. Wydzielono ją z parafii Świętych Apostołów Piotra i Pawła w Siemiatyczach, dołączając też 2 wsie z parafii św. Dymitra w Żerczycach oraz 3 wsie z parafii Narodzenia Przenajświętszej Bogurodzicy w Mielniku. Parafia Świętych Marty i Marii powstała w związku z utworzeniem żeńskiego monasteru Świętych Marty i Marii na Świętej Górze Grabarce.

## Zasięg parafii
W  skład parafii wchodzą następujące wsie: Grabarka, Hałasówka, Homoty, Oksiutycze, Pawłowicze, Sycze, Szerszenie, Szumiłówka i Wakułowicze.

## Proboszczowie
- 1947– ? – o. Euzebiusz (Izmajłow)
- 1982–1986 – ks. Eugeniusz Zabrocki
- 1997–1998 – ks. Piotr Nikolski
- – archimandryta Ignacy (Pytel) (obecnie)